# Paremeopedus minimus
Paremeopedus minimus là một loài bọ cánh cứng trong họ Cerambycidae.